# Asociación General de Estudiantes Universitarios Salvadoreños
Die Asociación General de Estudiantes Universitarios Salvadoreños (AGEUS) war eine salvadorianische Studierendenorganisation, die 1927 oder 1931 gegründet wurde und sich im Jahr 2000 auflöste.

## Geschichte
1944 führte die AGEUS den Generalstreik an, der zum Sturz von Diktator Maximiliano Hernández Martínez führte.
Unter der Leitung von Ivo Príamo Alvarenga trug die AGEUS 1960 zum Sturz von Präsident José María Lemus López bei. Ricardo Castaneda Cornejo (später salvadorianischer Botschafter bei den Vereinten Nationen), Rufino Quezada (später Rektor der Universidad de El Salvador) und Hugo Martínez waren namhafte Leiter der AGEUS.
Während des salvadorianischen Bürgerkriegs in den 1980er Jahren solidarisierte sich die International Union of Students mit der AGEUS.